# Letecká základna Džankoj
Letecká základna Džankoj (rusky Джанкой, kód ICAO: UKFY) je letecká základna Vzdušně-kosmických sil Ruské federace, která vznikla u krymského města Džankoj v roce 2014 po začátku ruské okupace Krymu z civilního ukrajinského letiště.
K roku 2022 na základně sídlil 39. vrtulníkový pluk, který disponoval vrtulníky Kamov Ka-52, Mil Mi-17, Mil Mi-28 a Mil Mi-24.

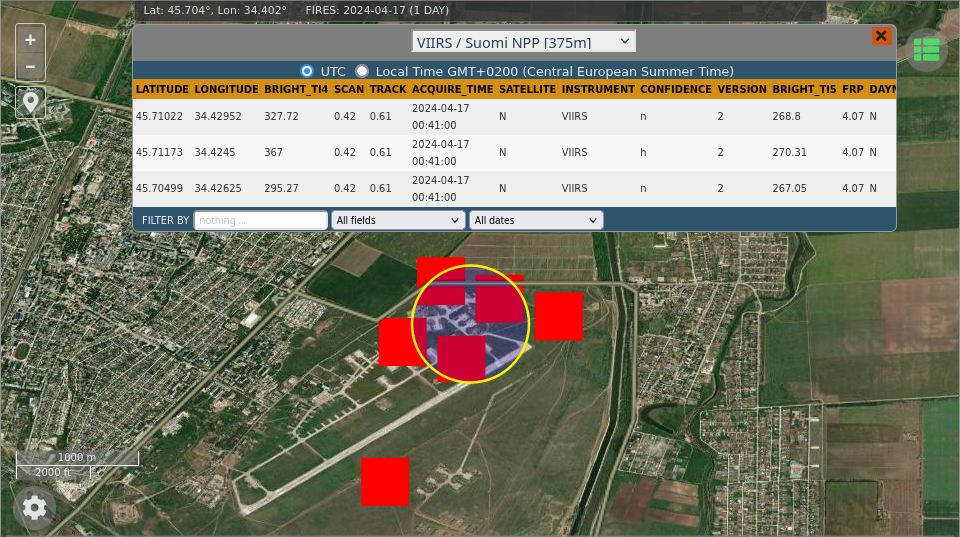
Snímek Džankoj NASA FIRMS ze 17. dubna 2024 00:41:00 (UTC)

V rámci rusko-ukrajinské války byla základna v noci z 16. na 17. dubna 2024 napadena raketovým útokem Ozbrojených sil Ukrajiny. Podle prvotního prohlášení ukrajinské strany byla zničena sestava protiletadlového systému S-400 zahrnující čtyři odpalovací zařízení, tři radary a řídící středisko. Zničeno bylo pravděpodobně i několik vrtulníků.